# Фаршированные баклажаны
Фаршированные баклажаны — популярное блюдо в разных кухнях мира, которое готовится в соответствии с местными традициями. Для фарширования баклажанов внутренняя мякоть плода удаляется и он начиняется каким-либо наполнителем, приготовленным из других продуктов. Используются различные начинки: мясные, грибные, крупяные, овощные. Фаршировать баклажаны можно полностью, когда удаляется вся мякоть плода, или частично. Частичным фаршированием может считаться внесение небольшого количества начинки из чеснока и сельдерея в неглубокий разрез баклажанов, предназначенных для соления. Фаршированные баклажаны доводят до готовности на сковороде или в духовом шкафу. Перед подачей на стол поливают маслом, сметаной или соусом (молочным, сметанным или томатным).

## Фаршированные баклажаны в разных странах

### Армения
Баклажаны в армянской кухне фаршируют горохом и сыром или сочетают их с тыквой и стручковой фасолью в пропорции 2:1:1. В качестве подливы ко всем баклажанным и большинству овощных блюд применяется мацун с толченым чесноком.

### Турция
В Турции баклажаны обычно начиняют овощами, рисом или изюмом, но никогда не начиняют мясом. Турецкое блюдо из фаршированных баклажанов называется имам баялды.

### Индия
В Индии баклажаны фаршируют смесью арахиса, кунжута, кинзы, чеснока и специй.

### Грузия
В грузинской кухне очень популярны баклажаны, фаршированные соусом из грецких орехов сацебели.